# Лоліта (стиль)

Лоліта в районі Харадзюку, Токіо.

Стиль Лоліта (яп. ロリータ·ファッション, кириліз.: Рорі:та Фашшьон) — японська субкультура, заснована на стилі часів Вікторіанської епохи, а також на костюмах епохи Рококо. У деякі підстилі були додані елементи готичного стилю. «Лоліта» — одна з найпопулярніших субкультур Японії, яка залишила слід у моді, музиці і культурі. Цей стиль часто помилково називають Gothic&Lolita — за аналогією з найпопулярнішим журналом, присвяченим цій субкультурі «Gothic&Lolita Bible», але це найменування може вживатися тільки щодо окремого підстилю  [Архівовано 7 березня 2001 у Wayback Machine.]. Костюм «Лоліти», як правило, складається зі спідниці або сукні довжиною до коліна, головного убору, блузи та високого взуття на підборах (або ж — черевик на платформі).
Точний час появи стилю невідомий. Цілком імовірно, що цей рух з'явився в кінці 1970-х, коли відомі лейбли Pink House, Milk і Angelic Pretty почали продавати одяг, що став прообразом майбутнього стилю. Незабаром після цього з'явилися Baby, The Stars Shine Bright і Metamorphose temps de fille. У 1990-х роках стиль «Лоліта» став популяризуватися завдяки групі Malice Mizer, точніше, її гітаристу й одному з лідерів Мана та іншим музичним групам, які використовують у своїй творчій діяльності стиль Visual Kei, де «Лоліта» зайняла особливе місце. Стиль поширювався в напрямку від його витоків в регіоні Кансай, до Токіо, після чого отримав популярність у всій країні. Сьогодні «Лоліта» є однією з найрозвинутіших субкультур в Японії.

## Назва
Слово «Лоліта» у назві стилю не має прямого відношення до роману Володимира Набокова «Лоліта». Таку назву лоліти отримали, швидше, через особливості стилю і костюмів, що нагадували вбрання для маленьких дівчаток, без акценту на їх способі життя.

## Типи Лоліт

### Готична Лоліта

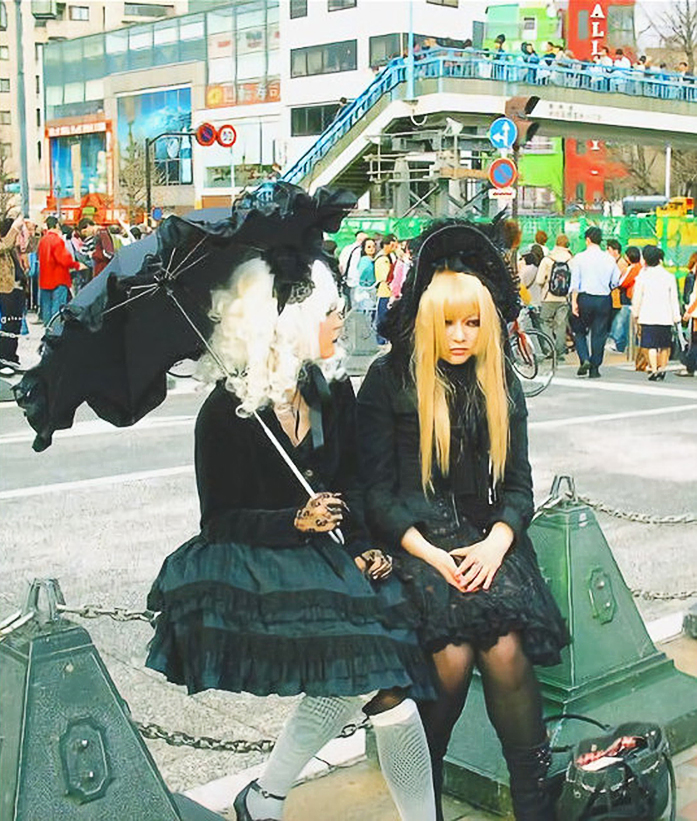
Дві готичні лоліти в Харадзюку

Готична Лоліта, іноді скорочується до GothLoli яп. ゴスロリ, латиніз.: gosurori, являє собою поєднання готичної моди і Лоліта моди. Вона виникла наприкінці 1990-х і була таким собі соціальним протестом проти яскравих і безтурботних гяру. Особливо великий вплив на Готичну Лоліту зробила споріднена їй субкультура visual kei, і особливо Мана відомий музикант і модельєр, гітарист готик-рок групи Malice Mizer. Традиційно він вважається одним з найвідоміших модельєрів одягу для Лоліт. Оскільки готична Лоліта була першим типом Лоліт, іноді вона стала помилково сприйматися як синонім самої лоліти.
Готична Лоліта характеризується похмурими макіяжем і одягом  , що відображає стан душі. Червона помада і чорна підводка для очей — одні з найхарактерніших елементів стилю. Всупереч стереотипу, бліда шкіра з допомогою відбілюючоґо крему вважається поганим тоном. Одяг зазвичай носиться чорного кольору, але можуть бути і винятки у вигляді пурпурного, темно-червоного або білого кольору. Також популярні ювелірні прикраси, як і у західних готів. Інші аксесуари у стилі Gothic Lolita включають сумки і гаманці, виконані в готичній стилістиці, такі як труни, кажани, хрести і тому подібне.
Visual kei також сприяв популяризації стилю. У 1990-их під час популяризації готики в віжуал кей, Мана почав активно займатися модельним бізнесом, і створив такі бренди, як елегантна готична Лоліта (EGL) та елегантний готичний аристократ (EGA). Згодом завдяки таким групам як Versailles, GPKISM, BLOOD, Yousei Teikoku і Lareine почав формуватися окремий піджанр віжуал Кея під впливом Лоліт.

### Солодка Лоліта
Sweet Lolita, також відома як ama-loli (甘 ロリ (яп. ама Рорі)) японською мовою, з'явилася з епохи Рококо і вікторіанської епохи Короля Едуарда. Основна увага зосереджена на дитячому аспекті Лоліти і «солодкому» дитинстві. Основа зовнішнього вигляду солодкої лоліти — яскраві, життєрадісні «цукеркові» кольори.
Косметика, що використовується в цьому стилі, традиційна для інших лоліт. Природний вигляд підкреслюється, щоб зберегти відчуття «дитячості» особи. Для Солодкої Лоліти важливий акцент на інфантильності, як на дитячий аспект стилю. Костюми складаються з парасольки, мережив, бантів, стрічок і повинен підкреслювати дотепність в дизайні. Популярними темами у солодких лоліт є посилання на Алісу в Країні Чудес, фрукти, солодощі та класичні казки. Ювелірні вироби теж відображають цю тему.

### Класична Лоліта

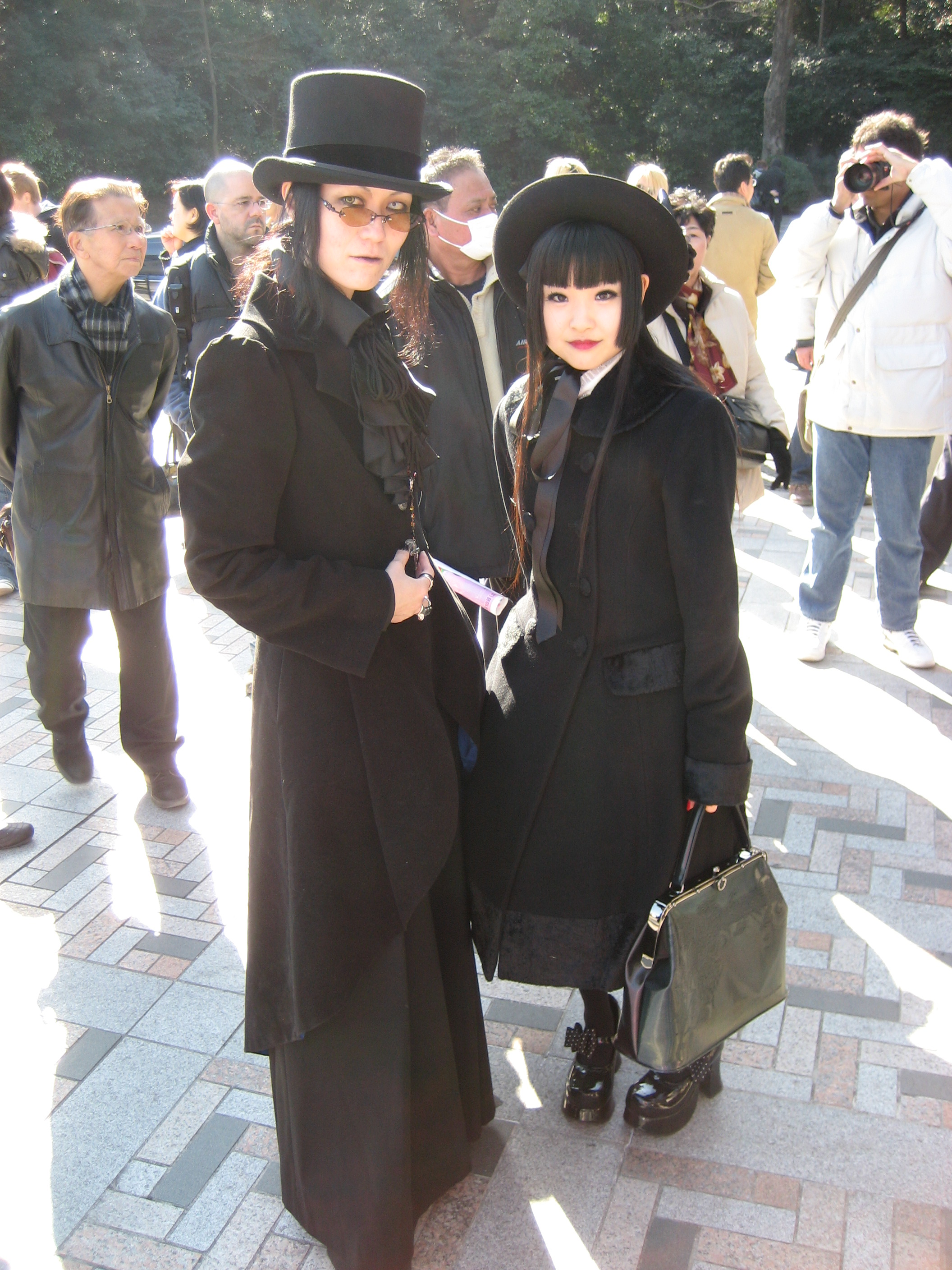
Класична лоліта і аристократ.

Класична Лоліта є більш зрілим прикладом Лоліти, яка зосереджується на бароко, Regency, і рококо стилях. Кольори і шаблони, які використовуються в класичній Лоліті можуть розглядатися як щось середнє між готичним і солодким стилями. Цей погляд можна розглядати як складніший, зрілий стиль Лоліти через використання у ньому малих, хитромудрих узорів, а також більш приглушених кольорів на тканині і в загальному дизайні.
Макіяж класичної Лоліти, часто є більш приглушеною версією макіяжу солодкої лоліти, з акцентом на природний вигляд. Основні марки одягу в стилі класичної лоліти є: Juliette et Justine, Innocent World, Victorian Maiden, Triple Fortune, і Mary Magdalene.

### Панк Лоліта
Punk Lolita додає елементи панк-моди в стиль Лоліти. Так стиль панк-лоліти з'єднує елегантну стилістику лоліт з агресивною стилістикою панка. Найпопулярніший одяг — блузки або футболки та спідниці, хоча сукні також популярні. Серед взуття популярні чоботи і черевики на подвійній підошві  [Архівовано 10 листопада 2013 у Wayback Machine.]. Основні Punk Lolita бренди — «A+Lidel», «Putumayo», «h.NAOTO and Na+H». Цей стиль зародився під впливом Вів'єн Вествуд.

## Інші стилі і теми
Через DIY в менталітеті лоліт, багато образів і тем були створені самими лолітами. Вони менш відомі, ніж основні напрямки, але змогли показати творчий талант самих лоліт.

### Ґуро Лоліта
Guro Lolita — лоліта, відіграється образ «зламаної ляльки» або «невинної жертви» за допомогою таких елементів, як підроблена кров, бинти і т. д., для створення видимості різноманітних травм . Ґуро Лоліта — вплив ерогуро на моду лоліт.

### Хіме Лоліта
Hime (яп. 姫) або лоліта-принцеса — стиль у моді лоліт, який наголошував на аристократичності або «королівській» стилістиці  [Архівовано 5 січня 2012 у Wayback Machine.].
Така тенденція з'явилася у 2000-х роках завдяки бренду «Jesus Diamante», чий власник Тоетака Міямае відкрив у 2001 році магазин в Осаці. Міямае створював одяг під враженням від екранного образу Бріджит Бардо, але згодом багато хіме лоліти черпали натхнення з життя і зовнішності Марії-Антуанетти.
Дівчата які носять такий одяг зазвичай іменуються hime girl (яп. 姫 ギャル, хіме гяру)) і «Метелик Вітрильник Ксут» ((яп. アゲハ, агеха)), їх елегантність порівнюють з метеликами .

### Одзі (хлопчачий стиль)
Від Одзі (яп. 王子) або Одзі-сама (яп. 王子 様) означають «принц». Це чоловічий варіант лоліти, створений під впливом підліткової і більш дорослої чоловічої моди Вікторіанської епохи.

## Gothic & Lolita Bible
Gothic & Lolita Bible (рос. Біблія готики і лоліти) — щоквартальний журнал, який грає важливу роль у справі заохочення та стандартизації стилю. Вперше з'явившись у 2001 році  [Архівовано 23 березня 2016 у Wayback Machine.], тепер 100 сторінок журналу включає в себе модні поради, фотографії, швейних моделей, каталог описів, ідеї прикрас і рецепти. Tokyopop почав випускати англійську версію журналу з лютого 2008 року  [Архівовано 4 червня 2019 у Wayback Machine.].

## Лоліта за межами Японії

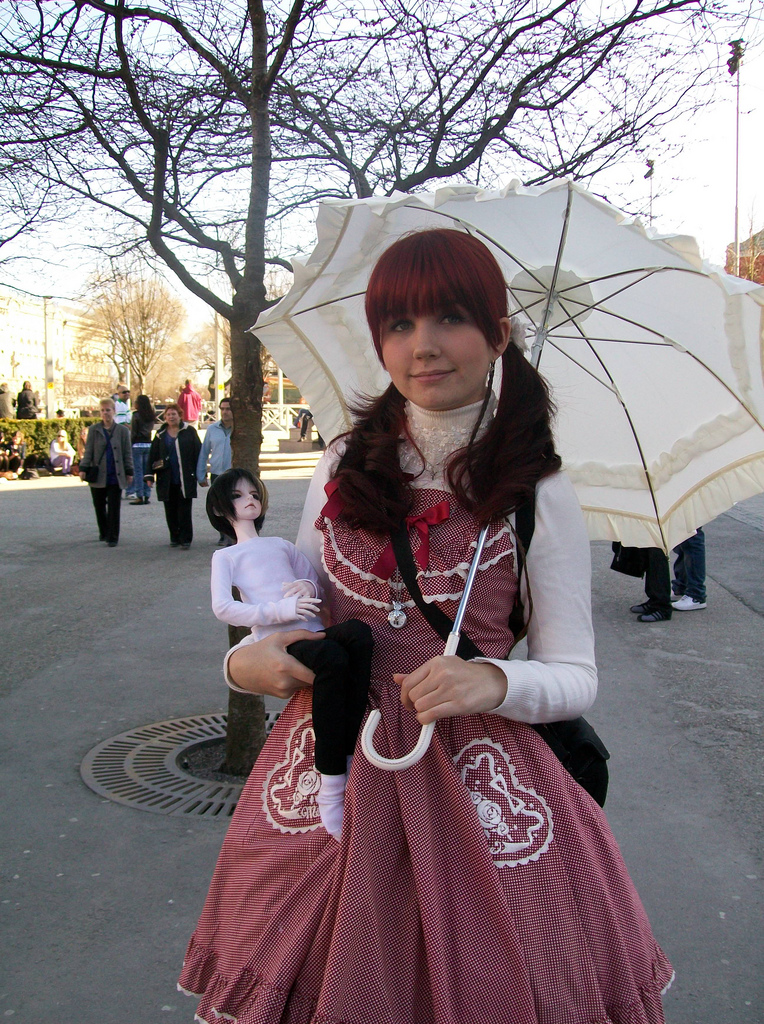
Шведська дівчина в костюмі лоліти, Стокгольм, Швеція

За межами Японії мода «лоліта» поширена слабо. Лоліту, поряд з косплеєм та іншими японськими культурними явищами, іноді можна побачити на концертах і аніме-конвентах в таких країнах як США, Велика Британія, Німеччина, Австралія, Мексика, Нова Зеландія, Бразилія, Аргентина, Франція, Бельгія, Росія, Україна і Нідерланди. Однак, стиль стає все більш популярним як стиль повсякденної субкультури. Стиль не є масовим за межами Японії, хоча кілька невеликих магазинів відкрилися на Заході, в тому числі «Один день в раю» в центрі Мельбурна. «Baby, The Stars Shine Bright» має магазин в Парижі і відкрив другий в Сан-Франциско в серпні 2009 року.

## У культурі

### Аніме
| - Le Portrait de Petit Cossette [Архівовано 4 квітня 2014 у Wayback Machine.] - Paradise Kiss [Архівовано 31 березня 2014 у Wayback Machine.] - Princess Princess [Архівовано 4 квітня 2014 у Wayback Machine.] - Shiki [Архівовано 29 березня 2014 у Wayback Machine.] - Tsubasa: Reservoir Chronicle (Infinity Arc) - Tsukuyomi: Moon Phase [Архівовано 5 квітня 2014 у Wayback Machine.] - Gosick |

### Манґа
| - Beautiful People [Архівовано 25 березня 2010 у Wayback Machine.] - Бізенгаст - Black Butler [Архівовано 5 березня 2016 у Wayback Machine.] - Cat Street - Chibi Vampire [Архівовано 9 квітня 2014 у Wayback Machine.] - Chobits - Dazzle - Death Note - Doll - Doors of Chaos - Godchild | - IC in a Sunflower - Kodomo no Jikan — Куро Кагамі - Sola — Маюко Камікава - Negima! - Othello - Pandora Hearts - R.I.P.: Requiem in Phonybrian [Архівовано 28 квітня 2014 у Wayback Machine.] - Rozen Maiden - The Embalmer - Vampire Knight - Wallflower [Архівовано 3 квітня 2014 у Wayback Machine.] - xxxHolic |